# 静岡県立湖西高等学校
静岡県立湖西高等学校（しずおかけんりつ こさいこうとうがっこう）は、静岡県湖西市鷲津にある県立高等学校。

## 設置学科
- 普通科

2年〜特進(文系、理系)

## 沿革
- 1979年 - 静岡県立湖西高等学校として開校

### 交通アクセス
- 東海道本線 鷲津駅より徒歩10分以内

## 学校行事
| 4月 入学式 集団宿泊研修 遠足 5月 クリーン作戦 6月 湖風祭（文化祭） 7月 球技大会 | 9月 地域防災訓練 体育大会 10月 JICA国際協力講座 11月 社会福祉体験実習 校内マラソン大会 防火避難訓練 12月 修学旅行 | 1月 百人一首大会 3月 卒業式 |

## 生徒会活動、部活動など

### 運動部
- サッカー部
- 柔道部
- 水泳部
- 漕艇部
- 卓球部
- テニス部（男・女）
- バドミントン部（男・女）
- バレーボール部（男・女）
- 陸上部
- 野球部

### 文化部
- 家庭部
- 華道部
- ボランティア部
- 茶道部
- 三味線部
- 書道部
- 吹奏楽部
- パソコン部
- 文芸部
- 漫画研究部

## 著名な卒業生
- 原豊土(競艇選手)
- 土屋実沙希(競艇選手)

## アクセス
- JR東海道線鷲津駅より徒歩約15分
- 湖西市コミュニティバス「コーちゃんバス」鷲津循環線（東回り・通勤便）「湖西高校前」停留所から徒歩約3分